# لوسيا لوبيز
لوسيا لوبيز (بالإسبانية: Lucía López)‏ هي لاعب هوكي الحقل إسبانية، ولدت في 31 يناير 1974 في برشلونة في إسبانيا.

## وصلات خارجية
- لوسيا لوبيز على موقع الاتحاد الدولي للهوكي (الإنجليزية)
- لوسيا لوبيز على موقع اللجنة الأولمبية الدولية (الإنجليزية)
- لوسيا لوبيز على موقع أوليمبيديا (الإنجليزية)